# 眾神眷顧的男人
《眾神眷顧的男人》是Roy所著的日本輕小說。2014年1月18日起於成為小說家吧上連載網路版；2017年9月起Hobby JAPAN發行文庫版，由擔綱插畫。
改編電視動畫由2020年10月4日起播映，共12集。第二季於2023年1月8日起播映。

## 角色列表
龍馬 / 竹林龍馬（聲：田所梓（龍馬） / 安元洋貴（竹林龍馬））
轉生前在地球的日本黑心公司上班的一般人。從小就被父親以接近虐待的嚴厲程度灌輸各種武術。父親去世後，和母親兩個人一起生活，後來母親也去世了，一個人住在公寓裡。在一次睡夢中打了數次噴嚏導致頭撞地面，造成血管破裂死亡，異世界神明為了補充異世界魔力，而將主人公以8歲姿態轉生到異世界。為了不讓在轉生地的加納森林裡獨居看起來不自然，神明們為龍馬虛構了一段成長故事。轉生後獨自生活在森林裡，與很多史萊姆締約，沉浸在史萊姆的研究中，在無意中發現了被認為是世界之謎，大史萊姆的締約方法。其實大史萊姆並不是單一個體，而是集合體，所以需要與合體的每個個體締約。轉移後開始在森林生活的3年後，11歲時，偶然遇到了賈米爾公爵一家，與他們一同踏上旅途，在基姆爾鎮展開新生活。在基姆爾註冊了馴獸師公會、冒險者公會以及商業公會，運用生前的知識和使用史萊姆的能力，開設了高福利企業的洗衣店，大受好評。同時作為冒險者，也表現出在討伐魔物與接受冒險者公會的委託等多方面的活躍。
與外表年齡相反，擁有很多知識，而且身體能力和隨之而來的業績也很高，所以在以公爵家為首的相關人員中評價非常高。除了被賦予了魔法全屬性的適應性之外，受前世的影響，在武術方面也很精通，在地球神的影響下，各種耐性都具備了高水準的萬能型。
反映了前世父親的指導和社畜生活，雖然獲得了高水準的精神和肉體的痛苦耐受性技能，但因為這個技能可能會受到誤會。

### 賈米爾公爵家
艾莉亞莉亞·賈米爾（聲：桑原由氣）
賈米爾公爵家的大小姐。作為繼承了身為異世界轉移者母親的血統的“返祖”，天生擁有龐大的魔力。性格開朗，能很快和龍馬打成一片。在龍馬的教導下，逐漸讓自己的魔術才能開花。動畫第一季最後因為要上貴族學校，在離開前一晚跟龍馬交換彼此重要信物，並且約定三年後要再見面。
蘭哈特·賈米爾（聲：小野大輔）
公爵，艾莉亞莉亞的父親，具有四足魔獸的適應性，但以父親和妻子的能力太強為理由而放棄鍛鍊從魔魔法師的訓練。賈米爾公爵家的當家。擔心在森林裡獨自生活的龍馬，和妻子艾莉莎一起照顧著龍馬。雖然身處在以打算成為動物訓練師的異世界轉移者為祖先的召喚魔術師家族中，但卻沉迷於劍的訓練。
艾莉莎·賈米爾（聲：早見沙織）
艾莉亞莉亞的母親，具有狼系魔獸的適應性。
萊茵巴赫·賈米爾（聲：子安武人）
前任公爵，具有長鱗片系的魔獸適應性，能使役的魔獸中有一半都是龍族。
賽巴斯（聲：西村知道）
公爵家的管家，是國內一流的空間魔法師。對龍馬進行中級空間魔法的指導。
修茲（聲：河本啓佑）
公爵家的護衛之一，總是因說話不經大腦而挨揍。
卡密兒（聲：田村睦心）
公爵家的護衛之一，笑起來有些沒出息。魔法師。對龍馬進行攻擊魔法的指導。
瑟夫（聲：森久保祥太郎）
公爵家的護衛之一。偵察兵。
吉爾（聲：小林千晃）
公爵家的護衛之一。

### 異世界的神明
凱因（聲：清川元夢）
創造神，喜歡龍馬生前時代的音樂。
露露迪亞（聲：井上喜久子）
愛神，喜歡去龍馬生前時代購物。
庫佛（聲：小市真琴）
生命之神，喜歡去世界旅行。
鐵昆（聲：檜山修之）
技術與職人之神。
費諾貝利亞（聲：江口拓也）
魔法與學問之神。

### 冒險者公會
沃剛（聲：稲田徹）
冒險者公會會長，與商業公會會長熟識，會對新加入的冒險者測試，再以他的能力評分，配給G~S等級的公會卡。
梅林（聲：和久井優）
冒險者公會的接待小姐。
米亞·凱特（聲：高野麻里佳）
貓族少女，冒險者。為龍馬的初次委託人，在龍馬為她清潔好垃圾屋後，非常看好他。
維爾安娜（聲：廣瀨有紀）
犬人族少女，冒險者。
米賽莉亞（聲：高田憂希）
虎人族少女，冒險者。
希莉亞（聲：福緒唯）
兔人族少女，冒險者。
傑夫·格朗傑（聲：川田紳司）
沃剛先生的舊友也是冒險者隊長，穿著藍色背心式盔甲，武器：長矛。
龍人朝霧（聲：井上雄貴）
瞇眼武士男子，冒險者。武器：劍。
拉平（聲：八代拓）
戴眼鏡、戴學士帽，專長：研究魔獸，冒險者。

### Bamboo Forest
卡爾菈·諾拉德（聲：久保田梨沙）
在塞爾吉的介紹下，在龍馬的洗衣店工作的雙胞胎姐姐。有經營手腕，管理能力強。
卡爾姆·諾拉德（聲：中村櫻）
在塞爾吉的介紹下，在龍馬的洗衣店工作的雙胞胎弟弟。雖然經營手腕也很出色，但作為姐姐的輔助，擅長收集資訊和操作等幕後工作。
費伊（聲：青木強）
前吉爾瑪帝國的刺客。之前在礦山工作時遇上事故，造成右腳骨折，之後龍馬使用治療史萊姆治癒。與黎琳一起被龍馬僱用，作為店員及保鑣。
黎琳（聲：東城日沙子）
和費伊一樣，前吉爾瑪帝國的刺客。與費伊一起被龍馬僱用，作為店員及保鑣。
菲娜（聲：星ノ谷しずく）
店員，被商業公會介紹。
瑪利亞（聲：小田切優衣）
店員，被商業公會介紹。
珍（聲：菲魯茲·藍）
店員，被商業公會介紹。
謝爾瑪（聲：柳原可奈子）
在洗衣店工作的廚師。龍馬為了提升員工的福利待遇，特意委託商業公會介紹。
多爾切（聲：榎木淳彌）
貧民窟出身，在冒險者傑夫的介紹下被聘為保鏢。
柯金（聲：石田彰）
從魔魔法師，在冒險者傑夫的介紹下作為候補店長。前貴族，之前在魔獸研究所工作的研究員，被研究所裁員後淪落到貧民窟，儘管如此也繼續研究史萊姆。
東尼（聲：下野紘）
從魔魔法師，在冒險者傑夫的介紹下作為候補店長。之前在魔獸研究所工作的研究員，被研究所裁員後淪落到貧民窟，儘管如此也繼續研究史萊姆。
蘿貝莉亞（聲：沼倉愛美）
從魔魔法師，在冒險者傑夫的介紹下作為候補店長。之前在魔獸研究所工作的研究員，被研究所裁員後淪落到貧民窟，儘管如此也繼續研究史萊姆。

### 商業公會
古麗希艾拉（聲：鈴木黎子）
商業公會會長，是位開朗、精明能幹的老婆婆。開店註冊時要找她，會評估對方利潤再批准，也會幫店家找適合的人才。

### 摩根商會
賽爾吉·摩根（聲：保村真）
摩根商會會長，蘭哈特向龍馬介紹的蘭哈特御用商人。照顧龍馬的生意和採購。

### 西園寺商會
畢歐羅·西園寺（聲：鈴村健一）
西園寺商會會長。主要經營食品的商人。口音與關西腔相像。
米雅畢·西園寺（聲：巽悠衣子）
畢歐羅的女兒。與艾莉亞在同一所學校上學，為了讓她成為艾莉亞的朋友，龍馬為她們製造了交談的契機。後來在學校和艾莉亞相遇，成為了朋友，並組成小組。

### 其他角色
田淵（聲：古川慎）
主角生前的下屬。

## 魔獸

### 史萊姆
黏液史萊姆
不斷餵食綠毛蟲，進化而成的黃綠色史萊姆。可以用體內提煉出的黏液製造出結實的絲線、防水布等。
強酸史萊姆
能製造出強酸體液，用來消化骨頭之類的堅硬物。
毒物史萊姆
誤食毒草，進化而成的紫色史萊姆。分裂速度比其他史萊姆快。
清潔史萊姆
以洗澡水的汗水及污垢作為誘餌吸引，進化而成。可以吃掉污漬及去除異味，達到清潔的效果。以“連哥布林留下的污漬都能輕鬆洗淨”的標語，作為龍馬洗衣店的核心。
清道夫史萊姆
喜歡吃排泄物及垃圾，並將其轉化為肥料。1011隻能合體成清道夫史萊姆王，有“暴飲暴食”的技能。
治療史萊姆
會使用治癒魔法。
金屬史萊姆
食用任何金屬進化而成。
鋼鐵史萊姆
食用純鐵礦進化而成。
血腥史萊姆
冒險者隊伍希爾姆碼頭所捕獲的稀有史萊姆，龍馬以高價收購。有吸血的技能，能鑽進死掉的魔獸體內，將血管內的血吸乾。
藥物史萊姆
喝了解毒劑的毒物史萊姆進化而成。能提煉出各種藥物。
除臭史萊姆
吃了碳的清潔史萊姆進化而成的黑色史萊姆。技能為去味、消臭、防臭及吸臭，能製造除臭液。
絨毛史萊姆
龍馬一行人去討伐樹精時捕獲，因為浮遊與輕量化技能的關係，懂得飛行。另分裂等級特別高。

### 利穆爾鳥
鳥類魔獸，擁有非常漂亮的藍色翅膀。外表和叫聲都很漂亮，因為可以高速飛行，所以很有人氣，但是很難締結從魔契約。外表與大型鸚鵡相似，但引人注目的是像長尾鸚鵡一樣的長尾巴。身體是藍色的，頭和尾巴是綠色的，所以作為觀賞用途也很受歡迎。
想要進行從魔契約的話，需演奏音樂討好利穆爾鳥，但是不論演奏水平，締約與否完全取決於利穆爾鳥的心情。也有人自信地演奏卻失敗，結果 憑藉惱羞成怒而破壞樂器時的聲音締約成功的例子。成功後會用優美的叫聲回答，但失敗時會發出不悅耳的警戒音，給人一種被鄙視的感覺。
雖然性格溫厚，但作為魔獸相當強壯，所以因為締約失敗被攻擊，而報復攻擊者的事例層出不窮。
噩夢利穆爾鳥
利穆爾鳥的高階種之一。體色比平時黑。除了風屬性魔法之外，還可以使用暗黑屬性的魔法。和龍馬締約。
幻影利穆爾鳥
利穆爾鳥的高階種之一。體色比平時白，比同為高階種的噩夢利穆爾鳥更稀少。除了風屬性魔法之外，還能使用光屬性魔法。和艾莉亞締約。

## 出版書籍

### 輕小說
| 卷數 | Hobby JAPAN    | Hobby JAPAN            | 東立出版社                           | 東立出版社                          |
| 卷數 | 發售日期       | ISBN                   | 發售日期                             | ISBN / EAN                          |
| ---- | -------------- | ---------------------- | ------------------------------------ | ----------------------------------- |
| 1    | 2017年9月22日  | ISBN 978-4-7986-1509-7 | 2018年10月15日                       | EAN 471-094-555-757-1（首刷限定版） |
| 2    | 2017年11月22日 | ISBN 978-4-7986-1571-4 | 2020年4月13日                        | ISBN 978-957-263-627-5              |
| 3    | 2018年3月22日  | ISBN 978-4-7986-1653-7 | 2020年7月30日                        | ISBN 978-957-265-279-4              |
| 4    | 2018年7月21日  | ISBN 978-4-7986-1730-5 | 2020年10月26日                       | ISBN 978-957-265-635-8              |
| 5    | 2018年11月22日 | ISBN 978-4-7986-1807-4 | 2021年3月8日                         | ISBN 978-957-266-223-6              |
| 6    | 2019年3月22日  | ISBN 978-4-7986-1887-6 | 2021年11月1日                        | ISBN 978-957-267-225-9              |
| 7    | 2019年8月24日  | ISBN 978-4-7986-1980-4 | 2023年3月2日(回收重製) 2023年3月31日 | ISBN 978-957-268-921-9              |
| 8    | 2020年2月22日  | ISBN 978-4-7986-2124-1 | 2024年3月14日                        | ISBN 978-626-372-163-0              |
| 9    | 2020年8月22日  | ISBN 978-4-7986-2270-5 | 2025年1月13日                        | ISBN 978-626-022-225-3              |
| 10   | 2020年12月22日 | ISBN 978-4-7986-2375-7 |                                      |                                     |
| 11   | 2021年12月18日 | ISBN 978-4-7986-2667-3 |                                      |                                     |
| 12   | 2022年11月18日 | ISBN 978-4-7986-2973-5 |                                      |                                     |
| 13   | 2023年4月19日  | ISBN 978-4-7986-3162-2 |                                      |                                     |
| 14   | 2023年11月17日 | ISBN 978-4-7986-3343-5 |                                      |                                     |
| 15   | 2024年5月17日  | ISBN 978-4-7986-3539-2 |                                      |                                     |
| 16   | 2024年12月19日 | ISBN 978-4-7986-3698-6 |                                      |                                     |
| 17   | 2025年6月19日  | ISBN 978-4-7986-3871-3 |                                      |                                     |

### 漫畫
| 卷數 | 史克威爾艾尼克斯 | 史克威爾艾尼克斯       | 東立出版社     | 東立出版社             |
| 卷數 | 發售日期         | ISBN                   | 發售日期       | ISBN                   |
| ---- | ---------------- | ---------------------- | -------------- | ---------------------- |
| 1    | 2018年6月13日    | ISBN 978-4-7575-5742-0 | 2021年5月7日   | ISBN 978-957-26-5898-7 |
| 2    | 2018年10月22日   | ISBN 978-4-7575-5881-6 | 2022年10月20日 | ISBN 978-957-26-5899-4 |
| 3    | 2019年4月12日    | ISBN 978-4-7575-6041-3 | 2023年7月10日  | ISBN 978-957-26-5900-7 |
| 4    | 2019年10月12日   | ISBN 978-4-7575-6343-8 |                |                        |
| 5    | 2020年4月22日    | ISBN 978-4-7575-6610-1 |                |                        |
| 6    | 2020年12月22日   | ISBN 978-4-7575-6981-2 |                |                        |
| 7    | 2021年6月7日     | ISBN 978-4-7575-7286-7 |                |                        |
| 8    | 2022年2月7日     | ISBN 978-4-7575-7725-1 |                |                        |
| 9    | 2022年9月7日     | ISBN 978-4-7575-8116-6 |                |                        |
| 10   | 2023年3月7日     | ISBN 978-4-7575-8444-0 |                |                        |
| 11   | 2023年10月6日    | ISBN 978-4-7575-8834-9 |                |                        |
| 12   | 2024年3月7日     | ISBN 978-4-7575-9079-3 |                |                        |
| 13   | 2024年10月7日    | ISBN 978-4-7575-9455-5 |                |                        |
| 14   | 2025年3月7日     | ISBN 978-4-7575-9721-1 |                |                        |

## 迴響
截至2020年7月，在成為小說家吧上的累積點閱次數超過2.7億次，累積發行量超過160萬本。

## 電視動畫
《眾神眷顧的男人》將獲改編為電視動畫的消息於2020年4月17日公開，同時亦公布了主角龍馬將由田所梓配音。

### 製作人員
|                    | 第1期                     | 第2期                                  |
| ------------------ | ------------------------- | -------------------------------------- |
| 原作               | Roy（HJ文庫/Hobby JAPAN） | Roy（HJ文庫/Hobby JAPAN）              |
| 原作插圖／角色原案 |                           |                                        |
| 導演               | 柳瀨雄之                  | 柳瀨雄之                               |
| 系列構成           | 筆安一幸                  | 山田由香                               |
| 腳本               | 筆安一幸                  | 山田由香、岡田邦彦、萬代耕士、羽良俊馬 |
| 人物設計           | 出口花穗                  | 出口花穗                               |
| 總作畫監督         | 出口花穗                  | 出口花穗                               |
| 色彩設計           | 渡邊亞紀                  | 渡邊亞紀                               |
| 美術監督           | 柴田聰                    | 柴田聰                                 |
| 攝影監督           | 野村雪菜                  | 野村雪菜                               |
| 音樂               | 堤博明                    | 堤博明                                 |
| 音樂製作           | Lantis                    | Lantis                                 |
| 音響監督           | 土屋雅紀                  | 土屋雅紀                               |
| 音響製作           | AMG工作室                 | AMG工作室                              |
| 動畫製作           | MAHO FILM                 | MAHO FILM                              |
| 製作               | 眾神眷顧的男人製作委員會  | 眾神眷顧的男人2製作委員會              |

### 主題曲
| 第一期 片頭曲 作詞：兒玉沙織，作曲、編曲：h-wonder，主唱：田所梓 片尾曲BLUE ROSE knows 作詞、作曲：Misaki，編曲：長澤孝志，主唱：MindaRyn | 第二期 片頭曲Way to go 主唱：MindaRyn，作詞、作曲：Misaki (SpecialThanks)，編曲：長澤孝志 片尾曲 主唱：田所梓，作詞：大木貢祐，作曲、編曲： |

### 各話列表
| 話數   | 日文標題 | 中文標題                 | 劇本     | 分鏡           | 演出       | 作畫監督                                                                       | 總作畫監督                                          | 首播日期       | 改編原作 |
| 第一季 | 第一季   | 第一季                   | 第一季   | 第一季         | 第一季     | 第一季                                                                         | 第一季                                              | 第一季         | 第一季   |
| ------ | -------- | ------------------------ | -------- | -------------- | ---------- | ------------------------------------------------------------------------------ | --------------------------------------------------- | -------------- | -------- |
| 第01話 |          | 史萊姆和龍馬             | 筆安一幸 | 柳瀨雄之       | 柳瀨雄之   | 柳瀨雄之                                                                       | 出口花穗                                            | 2020年 10月4日 | 第一卷   |
| 第02話 |          |                          | 筆安一幸 | 大藪恭平       | 大藪恭平   | 大藪恭平、關口雅浩                                                             | 出口花穗                                            | 10月11日       | 第一卷   |
| 第03話 |          | 史萊姆和初次到達的城鎮   | 筆安一幸 | M.F.K          | 又野弘道   | 飯飼一幸、松下清志                                                             | 出口花穗                                            | 10月18日       | 第一卷   |
| 第04話 |          | 史萊姆和清掃工作         | 筆安一幸 | 大薮恭平       | 大薮恭平   | 出口花穗、倖田ジョージ 關口雅浩                                                | 出口花穗 倖田ジョージ                               | 10月25日       | 第一卷   |
| 第05話 |          | 史萊姆和大小姐的訓練     | 筆安一幸 | 大久保富彦     | 大久保富彦 | 大久保富彦、出口花穗 關口雅浩、西田美彌子 舛館俊秀                             | 出口花穗、舛館俊秀 西田美彌子                       | 11月1日        | 第二卷   |
| 第06話 |          | 史萊姆和討伐魔獸         | 筆安一幸 | 柳瀨雄之       | 柳瀨雄之   | 柳瀨雄之                                                                       | 出口花穗、舛館俊秀 西田美彌子                       | 11月8日        | 第二卷   |
| 第07話 |          | 史萊姆和洗衣店的開店準備 | 筆安一幸 | M.F.K          | 日下直義   | 出口花穗、關口雅浩 舛館俊秀                                                    | 出口花穗、舛館俊秀                                  | 11月15日       | 第三卷   |
| 第08話 |          | 史萊姆和洗衣店的工作     | 筆安一幸 | 羽原久美子     | 大藪恭平   | 出口花穗、關口雅浩 舛館俊秀、西田美彌子                                        | 出口花穗、舛館俊秀、西田美彌子                      | 11月22日       | 第三卷   |
| 第09話 |          |                          | 筆安一幸 | M.F.K          | 日下直義   | 出口花穗、關口雅浩 西田美彌子、舛館俊秀                                        | 出口花穗、西田美彌子、舛館俊秀                      | 11月29日       | 第三卷   |
| 第10話 |          | 史萊姆和新品種史萊姆     | 筆安一幸 | 荻原洋子       | 神原敏昭   | 出口花穗、關口雅浩、 舛館俊秀                                                  | 出口花穗、舛館俊秀                                  | 12月6日        | 第三卷   |
| 第11話 |          | 史萊姆和練習從屬魔術     | 筆安一幸 | 大久保富彦     | 大久保富彦 | 出口花穗 大久保富彦                                                            | 出口花穗                                            | 12月13日       | 第三卷   |
| 第12話 |          | 史萊姆和新生活           | 筆安一幸 | 柳瀨雄之       | 柳瀨雄之   | 柳瀨雄之                                                                       | 出口花穗                                            | 12月20日       | 第三卷   |
| 第二季 |          |                          |          |                |            |                                                                                |                                                     |                |          |
| 第1話  |          | 龍馬與新的計畫           | 山田由香 | 柳瀨雄之       | 柳瀨雄之   | 柳瀨雄之                                                                       | 出口花穗                                            | 2023年 1月8日  | 第四卷   |
| 第2話  |          | 龍馬與防範演練           | 岡田邦彥 | 大久保富彥     | 廣島秀樹   | 飯飼一幸、山崎展義、松下清志                                                   | 出口花穗、大場優子、舛館俊秀                        | 1月15日        | 第四卷   |
| 第3話  |          | 龍馬與看板娘             | 万代耕士 | 柳濑雄之       | 日下直义   | 出口花穗、青木真理子 佐佐木一浩、南伸一郎                                      | 出口花穗                                            | 1月22日        | 第四卷   |
| 第4話  |          | 龍馬和二號店             | 岡田邦彦 | 柳濑雄之       | 大薮恭平   | 大久保富彦、大場優子 関口雅浩、飯飼一幸                                        | 大久保富彦、出口花穂 大場優子、舛舘俊秀             | 1月29日        | 第四卷   |
| 第5話  |          | 龍馬和新的際遇           | 萬代耕士 | 柳濑雄之       | 寒竹清隆   | 桜井木ノ実、服部益美、杜伟峰 魏旭龍、陈亮                                      | 出口花穂                                            | 2月6日         | 第四卷   |
| 第6話  |          | 龍馬和魔法道具市集       | 岡田邦彦 | 大久保富彦     | 大久保富彦 | 大久保富彦、出口花穂、大場優子 関口雅浩、青木真理子、鎌田均 南伸一郎           | 大久保富彦、出口花穂 大場優子、舛舘俊秀             | 2月13日        | 第四卷   |
| 第7話  |          | 龍馬和鄉土料理           | 羽良俊馬 | 杉島邦久       | 神原敏昭   | 岡野幸男                                                                       | 出口花穂                                            | 2月20日        | 第五卷   |
| 第8話  |          | 龍馬和巡迴表演者         | 萬代耕士 | いわもとやすお | 日下直義   | 大久保富彦、出口花穂、猪瀬愛美 関口雅浩、飯飼一幸、中澤勇一 服部一郎、舛舘俊秀 | 大久保富彦、出口花穂 大場優子、舛舘俊秀             | 2月27日        | 第五卷   |
| 第9話  |          | 艾莉亞莉亞和新同伴       | 山田由香 | 柳瀬雄之       | 柳瀬雄之   | 柳瀬雄之                                                                       | 出口花穂                                            | 3月6日         | 第五卷   |
| 第10話 |          | 龍馬和飛行史萊姆         | 岡田邦彦 | 杉島邦久       | 日下直義   | 出口花穂、関口雅浩、青木真理子 飯飼一幸、舛舘俊秀                              | 出口花穂、大場優子 舛舘俊秀                         | 3月13日        | 第五卷   |
| 第11話 |          | 龍馬與忙碌的日子         | 萬代耕士 | 岩本保雄       | 粟井重紀   | 出口花穗、大場優子 西島圭祐、古川博之、宮曉秀                                  | 出口花穂、大場優子                                  | 3月20日        |          |
| 第12話 |          | 龍馬和基姆爾城鎮         | 山田由香 | 柳瀬雄之       | 大薮恭平   | 柳瀬雄之、大久保富彦、出口花穂、猪瀬愛美 関口雅浩、清水明日香、舛舘俊秀        | 大久保富彦、出口花穂 大場優子、清水明日香、舛舘俊秀 | 3月27日        |          |

### 播放電視台
日本深夜動畫：下文記載的日本国内播放時間使用日本標準時間（UTC+9）表示。因為部分時間标识會採用30小时制，因此請留意这类超过24:00的时间，其實際播放時間為翌日清晨。
| 播放地區 | 播放電視台     | 播放日期                | 播放時間（UTC+9）   | 所屬聯播網 | 備註 |
| -------- | -------------- | ----------------------- | ------------------- | ---------- | ---- |
| 關東地方 | BS富士         | 2020年10月4日－12月20日 | 星期日 23:30－24:00 | 獨立UHF局  |      |
| 東京都   | 東京都會電視台 | 2020年10月6日－12月22日 | 星期二 24:30－25:00 | 獨立UHF局  |      |

### 藍光版
| 卷數 | 發售日期      | 收錄話數      | 規格編號   |
| ---- | ------------- | ------------- | ---------- |
| 1    | 2021年1月13日 | 第1話－第4話  | BSTD-20391 |
| 2    | 2021年2月10日 | 第5話－第8話  | BSTD-20392 |
| 3    | 2021年3月10日 | 第9話－第12話 | BSTD-20393 |

## 外部連結
- 成為小說家吧連載網站（日語）
- Hobby JAPAN官方網站（日語）
- 漫畫連載網站（日語）
- 電視動畫「眾神眷顧的男人」官方網站（日語）
- 電視動畫「眾神眷顧的男人」的X（前Twitter）（日語）